# Doniéber Alexander Marangon
Doniéber Alexander Marangon, közismert nevén Doni (Jundiaí, 1979. október 22.) brazil válogatott labdarúgó, kapus. Többek között az olasz AS Roma és az angol Liverpool csapatában is védett, 2013-ban szívproblémák miatt vonult vissza a Botafogo csapatától, ahol pályafutását is kezdte.

## Pályafutása

### Liverpool FC
2011. július 15-én jelentette be az angol Liverpool csapata, hogy a brazil hálóőr leigazolt hozzájuk. Doni ezzel a második brazil kapus lett a klubnál, ugyanis korábban itt védett Diego Cavalieri is, aki szintén csak a cserepadon kapott lehetőséget Reina mögött.

## Sikerek, egyéni elismerések
- Copa do Brasil: 2002 (Corinthians)
- Rio-São Paulo Tournament: 2002 (Corinthians)
- Campeonato Paulista: 2003 (Corinthians)
- Coppa Italia: 2007, 2008 (AS Roma)
- Supercoppa Italiana: 2007 (AS Roma)
- Copa América: 2007 (Brazília)